# 指原莉乃
指原莉乃（日语：／ Sashihara Rino */?，1992年11月21日—）是日本女藝人、偶像製作人、YouTuber，為女子偶像團體HKT48 Team H前成員、以及AKB48衍生團體not yet成員，畢業前同時兼任HKT48劇場管理人。大分市出身，所屬經紀公司為太田製作。2008年以AKB48五期生身分出道，2012年6月移籍至HKT48，並在2017年2月至11月短暂兼任STU48成員與STU48劇場管理人。
指原被公認是AKB48集團中綜藝表現最活躍的成員之一，並分別於2013年、2015年、2016年及2017年的AKB48選拔總選舉奪下第一名，是繼前田敦子與大島優子之後第三位在此AKB48集團重大活動中奪冠者，更是第一位達成「三連霸」紀錄之成員。在籍時除了經常擔任AKB48集團專屬節目的主持之外，也以其活潑靈活的綜藝表現活躍於日本演藝圈。2017年起，指原進一步跨足幕後，陸續領銜成立=LOVE、≠ME、≒JOY等3個聲優偶像團體，並在這3團擔任總製作人、以及負責歌曲的作詞工作。2019年4月28日自HKT48及AKB48集團畢業，並持續活躍於節目主持、評論員等綜藝型的演藝工作。

## 經歷

### AKB48時期
2007年10月6日，指原於「AKB48第二屆研究生（5期生）徵選會」中合格。
2008年3月1日，在「Team B 3rd Stage「睡衣兜風」」中首度登場，並於8月2日正式加入Team B。10月22日，AKB48單曲《大聲鑽石》發行，指原首次成為選拔成員（主打歌曲成員），之後的兩張單曲《10年櫻》和《驚喜之淚！》亦入選。
2009年7月8日，於「AKB48第13張單曲選拔總選舉「向神發誓，動真格」」中獲得第27名，成為「Under Girls」，首次落選選拔成員。8月23日，在日本武道館舉行的「AKB104選拔成員組閣祭」演唱會晚場中，被告知於同年10月移籍所屬分隊至Team A。
2010年3月25日，在「AKB48 希望滿席祭 贊否兩論」演唱會的晚場中，獲告知移籍所屬經紀公司到太田製作。6月9日，指原在「AKB48第17張單曲選拔總選舉「向母親發誓，這是真的」」中獲得第19名，自《驚喜之淚！》之後重返選拔位置。8月28日，宣布以另一藝名「Sashiko」（さしこ）進行活動。但在翌日表示此藝名只是開玩笑，並沒有真正更改名字。12月3日播映的《週刊AKB》中，發表指原將於12月4日凌晨0時起的24小時内，挑戰更新其部落格100次，以取得Ameba部落格排行榜的第1名；12月4日23:55成功完成更新100次。當日的點擊數（page view）高達3,500萬，於翌日（12月5日）更新的Ameba部落格排行榜中成為第1名，為Ameba部落格歷來最高的單日點擊數。
2011年1月12日凌晨，首個冠名節目《明明是個小指子～這節目與AKB完全沒關係～》於TBS電視台和大分放送播出，成為AKB48中第一位擁有個人冠名節目的成員。1月21日，「AKB48 重溫時間 最佳曲目100 2011」中，與大島優子、北原里英與横山由依結成新子團「Not yet」，在3月16日發行子團首張單曲《週末Not yet》。6月9日，指原於「AKB48第22張單曲選拔總選舉」中獲得第9名，首次進入媒體組。9月27日，《明明是個小指子》結束，共37集。10月5日，指原開始擔任富士電視台午間綜藝節目《森田一義時間 笑一笑又何妨！》的常態演出成員之一。
2012年1月8日，於幕張展覽館舉行的《崇尚麻里子》劇場盤發售紀念大握手會中，愛貝克思公布，指原將會以其主演之電視劇《繆斯之鏡》的主題曲做為個人歌手出道。2月22日，成為日本服裝品牌「Samantha Thavasa」的形象模特兒。4月18日，指原擔任家鄉大分市的觀光大使。5月2日，首張個人單曲《就是喜歡妳》發行，並獲得Oricon週榜第2位。6月6日，在「AKB48第27張單曲選拔總選舉」中獲得第4名，亦是首次進入前5名。

### 移籍HKT48
在總選舉結束數日後，情報雜誌《週刊文春》報導指原在加入AKB48後曾與男性熱戀的消息。對於此報導，指原在6月15日的深夜廣播節目《AKB48的All Night Nippon》中表示「部分是捏造的，部分是事實」，因違反團內的「戀愛禁令」，落淚向公眾致歉；該日在場參加節目直播的AKB48總製作人秋元康，當面向指原宣布自翌日起移籍至HKT48。
多年後指原本人承認，在事件發生當時原本已向秋元康與營運公司的社長遞出辭呈並獲得初步同意，但秋元要求她先到HKT48做出貢獻當作是對歌迷們的道歉之後，若辭意依然堅定時再辭職；然而，指原在移籍後無論是自身成就，還是整個HKT48的表現都大幅長進，因此請辭的想法也隨之消散。
雖然遭遇熱戀報導的騷動，由指原自己策畫的偶像音樂活動《指原莉乃製作「第一屆小指祭～偶像臨時總會～」》仍如期在2012年6月25日於日本武道館舉行。
7月5日，在HKT48劇場公演《Team H 1st Stage「手牽手」》作加入HKT48後的第一次演出，並在同日宣佈所屬分隊為Team H。7月23日，最後一次在AKB48劇場舉行與原所屬分隊AKB48 Team A及HKT48 Team H的特別公演。8月12日，出席在AKB48劇場舉行的「HKT48 Team H 公演/AKB48劇場『手牽手』公演」。以來，約三星期後再次在AKB48劇場舞台上演出。10月17日，第二張個人單曲《懦弱的化妝舞會》發行，並獲得Oricon週榜第1名。

### HKT48時期
2013年4月28日，指原於「AKB48集團臨時總會～黑白分明！～」公演中，獲任命兼任HKT48劇場管理人。6月8日，在「AKB48第32張單曲選拔總選舉」中獲得150,570票，首次奪得第一名，引起討論話題。10月9日，第二個冠名節目《指原之亂》開始在東京電視台播出。同年底，因《指原之亂》中的企劃而製作的首本寫真集《輸給貓》發行。
2014年5月30日，主演的電影《薔薇色的布子》上映。6月7日，在「AKB48第37張單曲選拔總選舉」中奪得第二名（141,954票）。
2015年6月6日，在「AKB48第41張單曲選拔總選舉」中再度奪得第一名（194,049票），成為繼已離團的前田敦子、大島優子之後，第三位二度獲得第一名的48集團成員。
2016年2月9日，開始成為日本電視台談話性節目《今夜比一比》的主持人之一，首次在日本全國電視網的主要收視時段擔任節目主持工作。3月22日，發行第二本寫真集《緋聞中毒》，為指原首次嘗試性感風格的影像作品。6月18日，在「AKB48第45張單曲選拔總選舉」中再度奪得第一名（243,011票），成為第一位總選舉三度封后、同時也是第一位達成總選舉連霸的48集團成員。
2017年1月30日深夜，在影音串流網站「SHOWROOM」發表由演藝養成學校代代木動畫學院舉辦、指原本人擔任製作人的聲優偶像甄選活動，當日中午開放網路報名；該甄選活動後來共12人通過最終審查，組成聲優偶像團體「=LOVE」。2月23日，在《AKB48的All Night Nippon》以電話連線的方式，宣布自己獲指派兼任STU48成員、同時擔任STU48劇場管理人，成為48集團中首位同時擔任兩團劇場管理人的成員。但在同年11月25日举办的演唱会“濑户内7县巡演〜初次见面、我们是STU48。〜”（瀬戸内7県ツアー 〜はじめまして、STU48です。〜） 广岛公演上发表了解除STU48的兼任以及离开STU48剧场管理人这一职务。
同樣在2017年，指原受邀以「大會主席」（／）之頭銜，擔任大型偶像慶典活動「TOKYO IDOL FESTIVAL」的年度應援團長，擔任至2019年。
2017年6月17日，在「AKB48第49張單曲選拔總選舉」中再度奪得第一名（246,376票），成為第一位總選舉4度封后、同時也是第一位達成總選舉「3連霸」的48集團成員。隔年舉行的「AKB48第53張單曲世界選拔總選舉」，指原選擇不參加。

### HKT48畢業、個人發展
2018年12月15日，於東京巨蛋城表演廳舉行的「HKT48演唱會 in 東京巨蛋城表演廳～現在要團結！一鼓作氣衝向第8年！～」上，宣布將自HKT48畢業；同時宣布將在2019年4月28日於橫濱球場舉行畢業演唱會，其后将在2019年5月28日於福岡海洋展覽館舉行「指原莉乃大感謝祭」。而後於2019年3月31日的HKT48劇場公演中，公布了将在4月9日深夜於AKB48劇場舉行最後的出張公演，同時宣佈在HKT48劇場的畢業公演定於4月13日公演。
由於指原最初為AKB48成員，日後才移籍到HKT48，成為整個AKB48集團的代表人物之一，因此指原同時在AKB48與HKT48發行畢業單曲，分別為AKB48於2019年3月13日發行的《回憶上心頭DAYS》、以及HKT48於2019年4月10日發行的《意志》。
2019年4月28日，於橫濱球場舉行畢業演唱會「指原莉乃畢業演唱會～再見了，指原莉乃～」（指原莉乃 卒業コンサート 〜さよなら、指原莉乃〜），正式從HKT48及AKB48集團畢業。5月10日，個人製作的有色隱形眼鏡品牌「TOPARDS」（トパーズ）正式發售。5月28日，與HKT48全體成員、以及素有交情的搞笑二人組三四郎舉行「指原莉乃11年謝謝了！大感謝祭」活動，指原在全場終了時象徵式的「封麥」，為自己11年的偶像生涯畫下句點。
2021年1月1日，開設個人YouTube頻道「Sashihara Channel」（さしはらちゃんねる），加入YouTuber的行列，之後約以一週一次的頻率上架影片。4月3日，由指原擔任主要主持人的週六情報節目《01》開始在日本電視台播出，首次獨挑大樑主持情報節目。4月15日，個人製作的化妝品品牌「Ririmew」（リリミュウ）正式發售。

## 人物

### 性格特徵
- 從前的夢想是成為模特兒，但自認臉蛋不合格。其後發展則偏向綜藝主持。愛說話，自言是「AKB團中最愛說話的傢伙」[65]。
- 運動神經極差，在《周刊AKB》身體素質測試中墊底，在AKB48中被公認身體僵硬且身體素質被評為95歲的小嶋陽菜視為競爭對手，「體能測試什麽的，只要超過指原就可以了」。因挑戰小嶋經常失敗，被稱「廢柴」（へたれ），其實本人不喜歡被這樣叫。
- 擅長長號[66]。自認擅長英語、但數學不行[67]。
- 收藏品是耳機[68]。且擁有眾多御宅族嗜好，假日鮮少出門，極熱愛純愛手札系列、LOVEPLUS等戀愛模擬遊戲，曾在AKB48前成員篠田麻里子和大島優子面前熱衷扮演AKB 1/48 愛上偶像遊戲中的角色[69]。
- 自認時尚品味差。買衣服時被店員搭話即感到緊張，因此極少外出買衣服。衣服多數是從前田敦子、造型師轉讓。購衣多是在同一地方購買[70]。
- 是「早安少女組。」（下稱「早安」）等幾個女子偶像團體的歌迷，尤其是早安所屬的早安家族，曾表示最喜歡的早安成員為龜井繪里。此外，曾公開說在早安家族的「推」（推しメン，意為支持的人）有Berryz工房的熊井友理奈、℃-ute的萩原舞[71]、早安的佐藤優樹[72]等人。也曾表示推乃木坂46的秋元真夏[73]。
- 初中時代經常參加早安的歌迷活動，並與當時同樣是早安歌迷的柏木由紀認識（當時指原與柏木尚未加入AKB48），兩人當時在早安的歌迷圈有著「大分的指原，鹿兒島的柏木」的稱號[74][75]。曾參加過早安家族的成員徵選，但在書面審查階段就落選[76]。
- 受母親影響，是大分三神的忠實球迷[77]。
- 曾在電視上表示喜歡的男生類型是搞笑二人組Impulse（日语：インパルス (お笑いコンビ)）的板倉俊之（日语：板倉俊之）[78]。

### AKB48集團相關
- 常用暱稱有兩個：
  - Sasshi（さっしー） - 來自其姓氏日文讀音「 Sashihara」的略稱[1]。
  - Sashiko（さしこ） - 意為「指子」，由柏木由紀所取。有時亦以此暱稱轉寫為日語發音相近的阿拉伯數字「345」。
- 自介詞是自2011年10月26日的夜場公演開始使用的（指原在10月26日的《笑一笑又何妨！》播放結束後向星期三的固定班底募集新自介詞，並在當中選出爆笑問題（日语：爆笑問題）的田中裕二的建議[79]。「Team B 4th Stage『偶像的黎明』」公演時的自介詞則是「我的性格、是白色？抑或還是黑色？我的性格是接近無限白色的灰色。我是大分縣出身的指原莉乃（私の性格って、白いですか? それとも黒いですか? 私の性格は限りなく白に近い灰色。大分県出身、指原莉乃です）」。指原在綜藝界發展成功後，這些自介詞均停止使用。
- 歌曲的舞步經常是看DVD才記得起來，但因此而經常動作左右相反。曾將動作畫下來幫助記憶[80]。
- 在《AKBINGO!》節目中的「誠實將棋」單元被成員渡邊麻友爆料，愛喝豆奶是因為聽成員大島優子說可以豐胸，但是一直沒有效果，最後放棄。

## 音樂作品

### AKB48集團單曲
HKT48作品
|      | 發行日期       | 單曲名稱               | 參與歌曲名稱           | 名義             | 收錄於 | MV | 備註                       |
| ---- | -------------- | ---------------------- | ---------------------- | ---------------- | ------ | -- | -------------------------- |
| 1st  | 2013年03月20日 | 喜歡！喜歡！小跳步！   | 喜歡！喜歡！小跳步！   |                  | 全版本 | ★  | A面曲                      |
| 1st  | 2013年03月20日 | 喜歡！喜歡！小跳步！   | 求求你華倫亭           |                  | 全版本 |    |                            |
| 1st  | 2013年03月20日 | 喜歡！喜歡！小跳步！   | 現在是第一             | 旨口姬           | Type B | ★  |                            |
| 1st  | 2013年03月20日 | 喜歡！喜歡！小跳步！   | 制服的班比             |                  | Type C |    | 首次擔任Center             |
| 2nd  | 2013年09月04日 | 哈密瓜汁               | 哈密瓜汁               |                  | 全版本 | ★  | A面曲                      |
| 2nd  | 2013年09月04日 | 哈密瓜汁               | 泥之節拍器             | 旨口姬           | Type B | ★  |                            |
| 2nd  | 2013年09月04日 | 哈密瓜汁               | 浪聲之音樂盒           |                  | Type C |    | Center                     |
| 3rd  | 2014年03月12日 | 櫻花，大家一起來品嚐   | 櫻花，大家一起來品嚐   |                  | 全版本 | ★  | A面曲                      |
| 3rd  | 2014年03月12日 | 櫻花，大家一起來品嚐   | 你怎麼了？             |                  | 全版本 |    |                            |
| 3rd  | 2014年03月12日 | 櫻花，大家一起來品嚐   | 已讀無視               | Team H           | Type A | ★  |                            |
| 3rd  | 2014年03月12日 | 櫻花，大家一起來品嚐   | 因為喜歡你（博多腔版） |                  | 劇場版 |    |                            |
| 4th  | 2014年09月24日 | 有所保留的我愛你！     | 有所保留的我愛你！     |                  | 全版本 | ★  | A面曲                      |
| 4th  | 2014年09月24日 | 有所保留的我愛你！     | 現在 正想著你          |                  | 全版本 |    |                            |
| 4th  | 2014年09月24日 | 有所保留的我愛你！     | 偶像的王者             | Team H           | Type A | ★  |                            |
| 5th  | 2015年04月22日 | 12秒                   | 12秒                   |                  | 全版本 | ★  | A面曲                      |
| 5th  | 2015年04月22日 | 12秒                   | 搖滾吧，人生…          |                  | 全版本 | ★  | Center                     |
| 5th  | 2015年04月22日 | 12秒                   | 變色龍女高中生         | Team H           | Type B | ★  |                            |
| 6th  | 2015年11月25日 | 吵死了！               | 吵死了！               |                  | 全版本 | ★  | A面曲                      |
| 6th  | 2015年11月25日 | 吵死了！               | 黃昏的二人車           |                  | 全版本 |    |                            |
| 6th  | 2015年11月25日 | 吵死了！               | Buddy                  | Team H           | Type A | ★  |                            |
| 7th  | 2016年04月13日 | 给74亿分之1的你        | 给74亿分之1的你        |                  | 全版本 | ★  | A面曲                      |
| 7th  | 2016年04月13日 | 给74亿分之1的你        | Chain of love          |                  | 全版本 |    |                            |
| 8th  | 2016年09月07日 | 最棒了唷               | 最棒了唷               |                  | 全版本 | ★  | A面曲                      |
| 8th  | 2016年09月07日 | 最棒了唷               | 夢一場                 | 穴井千尋與同伴們 | Type A | ★  |                            |
| 8th  | 2016年09月07日 | 最棒了唷               | 把夜空的月亮吞下       | Team H           | Type B | ★  | 指原莉乃&兒玉遙 共同Center |
| 9th  | 2017年02月15日 | BUG也無妨              | BUG也無妨              |                  | 全版本 | ★  | A面曲 首次HKT48單曲Center  |
| 9th  | 2017年02月15日 | BUG也無妨              | 不可避免的情人         |                  | 全版本 | ★  |                            |
| 9th  | 2017年02月15日 | BUG也無妨              | HKT48家族              |                  | 劇場盤 |    | Center                     |
| 10th | 2017年08月02日 | 接吻真的只能慢慢來嗎？ | 接吻真的只能慢慢來嗎？ |                  | 全版本 | ★  | A面曲                      |
| 11th | 2018年05月02日 | 快進的日曆             | 快進的日曆             |                  | 全版本 | ★  | A面曲                      |
| 11th | 2018年05月02日 | 快進的日曆             | 不想當成是季節的錯     |                  | 全版本 |    |                            |
| 12th | 2019年04月10日 | 意志                   | 意志                   |                  | 全版本 | ★  | A面曲 Center               |
| 12th | 2019年04月10日 | 意志                   | 从谁开始握手           |                  | 全版本 |    |                            |
| 12th | 2019年04月10日 | 意志                   | 无论何时都在身旁       |                  | Type A | ★  | 毕业曲 Center              |

AKB48作品
|           | 發行日期       | 單曲名稱                            | 參與歌曲名稱                        | 名義                    | 收錄於        | MV           | 備註                         |
| --------- | -------------- | ----------------------------------- | ----------------------------------- | ----------------------- | ------------- | ------------ | ---------------------------- |
| AKB48時期 |                |                                     |                                     |                         |               |              |                              |
| 10th      | 2008年10月22日 | 大聲鑽石                            | 大聲鑽石                            |                         | 全版本        | ★            | A面曲 出道作品 首次進入選拔  |
| 11th      | 2009年03月04日 | 10年櫻                              | 10年櫻                              |                         | 全版本        | ★            | A面曲                        |
| 11th      | 2009年03月04日 | 10年櫻                              | 在櫻花色的天空之下                  |                         | 全版本        |              |                              |
| 12th      | 2009年06月24日 | 驚喜的淚水!                         | 驚喜的淚水!                         |                         | 全版本        | ★            | A面曲                        |
| 12th      | 2009年06月24日 | 驚喜的淚水!                         | 初日                                | Team B                  | 全版本        |              |                              |
| 13th      | 2009年08月26日 | Maybe是藉口                         | 無法飛行的鳳尾蝶                    | Under Girls             | 全版本        | ★            |                              |
| 14th      | 2009年10月21日 | RIVER                               | 因為喜歡你                          | Under Girls             | 全版本        | ★            |                              |
| 15th      | 2010年02月17日 | 櫻花印記                            | Choose me!                          | Team YJ                 | Type B 劇場盤 | ★            |                              |
| 16th      | 2010年05月26日 | 馬尾與髮圈                          | 被盜了的唇                          | Under Girls             | 全版本        | ★            |                              |
| 16th      | 2010年05月26日 | 馬尾與髮圈                          | 馬路須加學園頂尖藍調                |                         | Type B 劇場盤 | ★            |                              |
| 17th      | 2010年08月18日 | 無限重播                            | 無限重播                            |                         | 全版本        | ★            | A面曲                        |
| 17th      | 2010年08月18日 | 無限重播                            | 蔬菜姊妹                            | 蔬菜姊妹                | Type A 劇場盤 | ★            |                              |
| 17th      | 2010年08月18日 | 無限重播                            | Lucky Seven                         |                         | Type B 劇場盤 | ★            |                              |
| 18th      | 2010年10月27日 | Beginner                            | Beginner                            |                         | 全版本        | ★            | A面曲                        |
| 19th      | 2010年12月08日 | 機會的順序                          | 預約的聖誕節                        |                         | 全版本        | ★            |                              |
| 19th      | 2010年12月08日 | 機會的順序                          | 與核桃對話                          | Team A                  | Type A        | ★            |                              |
| 20th      | 2011年02月16日 | 變成櫻花樹                          | 變成櫻花樹                          |                         | 全版本        | ★            | A面曲                        |
|           | 2011年04月01日 | 為了誰 -What can I do for someone?- | 為了誰 -What can I do for someone?- |                         |               | ★            |                              |
| 21st      | 2011年05月25日 | Everyday、髮箍                      | Everyday、髮箍                      |                         | 全版本        | ★            | A面曲                        |
| 21st      | 2011年05月25日 | Everyday、髮箍                      | 現在開始 Wonderland                 |                         | 全版本        | ★            |                              |
| 21st      | 2011年05月25日 | Everyday、髮箍                      | 鬥魂                                |                         | Type A        | ★            |                              |
| 22nd      | 2011年08月24日 | 飛翔入手                            | 飛翔入手                            |                         | 全版本        | ★            | A面曲                        |
| 22nd      | 2011年08月24日 | 飛翔入手                            | 不知不覺的青春                      |                         | Type A        | ★            |                              |
| 22nd      | 2011年08月24日 | 飛翔入手                            | 野菜占卜                            | 蔬菜姊妹2011            | 劇場盤        |              |                              |
| 23rd      | 2011年10月26日 | 風正在吹                            | 風正在吹                            |                         | 全版本        | ★            | A面曲                        |
| 24th      | 2011年12月07日 | 崇尚麻里子                          | 耶誕夜                              |                         | 全版本        | ★            |                              |
| 24th      | 2011年12月07日 | 崇尚麻里子                          | 鄰人不受傷                          | Team A                  | Type A        | ★            |                              |
| 25th      | 2012年02月15日 | GIVE ME FIVE!                       | GIVE ME FIVE!                       |                         | 全版本        | ★            | A面曲                        |
| 25th      | 2012年02月15日 | GIVE ME FIVE!                       | 甜蜜&苦澀                           | Selection6              | 全版本        | ★            |                              |
| 26th      | 2012年05月23日 | 仲夏的Sounds good!                  | 仲夏的Sounds good!                  |                         | 全版本        | ★            | A面曲                        |
| 26th      | 2012年05月23日 | 仲夏的Sounds good!                  | 給我吧、達令！                      |                         | Type A        | ★            |                              |
| HKT48時期 |                |                                     |                                     |                         |               |              |                              |
| 27th      | 2012年08月29日 | 格子花紋                            | 格子花紋                            |                         | 全版本        | ★            | A面曲                        |
| 28th      | 2012年10月31日 | UZA                                 | UZA                                 |                         | 全版本        | ★            | A面曲                        |
| 29th      | 2012年12月05日 | 永遠的壓力                          | 初戀蝴蝶                            | HKT48                   | Type C        | ★            |                              |
| 30th      | 2013年02月20日 | So long!                            | So long!                            |                         | 全版本        | ★            | A面曲                        |
| 31st      | 2013年05月22日 | 再見自由式                          | 再見自由式                          |                         | 全版本        | ★            | A面曲                        |
| 31st      | 2013年05月22日 | 再見自由式                          | Haste和Waste                        | BKA48                   | Type B        | ★            |                              |
| 32nd      | 2013年08月21日 | 戀愛的幸運餅乾                      | 戀愛的幸運餅乾                      |                         | 全版本        | ★            | A面曲 首次AKB48單曲Center    |
| 32nd      | 2013年08月21日 | 戀愛的幸運餅乾                      | 最後一扇門                          |                         | Type B        | ★            |                              |
| 32nd      | 2013年08月21日 | 戀愛的幸運餅乾                      | 不是因為眼淚                        |                         | Type B        | ★            |                              |
| 33rd      | 2013年10月30日 | 真心電流                            | 真心電流                            |                         | 全版本        | ★            | A面曲                        |
| 34th      | 2013年12月11日 | 倘若在梧桐樹什麼的                  | Mosh&Dive                           |                         | 全版本        | ★            |                              |
| 34th      | 2013年12月11日 | 倘若在梧桐樹什麼的                  | 眨眼3次                             | HKT48                   | Type H        | ★            |                              |
| 35th      | 2014年02月26日 | 勇往直前                            | 勇往直前                            |                         | 全版本        | ★            | A面曲                        |
| 36th      | 2014年05月21日 | 拉布拉多獵犬                        | 拉布拉多獵犬                        |                         | 全版本        | ★            | A面曲                        |
| 36th      | 2014年05月21日 | 拉布拉多獵犬                        | 只到今天的旋律                      |                         | 全版本        | ★            |                              |
| 37th      | 2014年08月27日 | 心意告示牌                          | 心意告示牌                          |                         | 全版本        | ★            | A面曲                        |
| 38th      | 2014年11月26日 | 希望無限                            | 希望無限                            |                         | 全版本        | ★            | A面曲                        |
| 39th      | 2015年03月04日 | Green Flash                         | Green Flash                         |                         | 全版本        | ★            | A面曲                        |
| 39th      | 2015年03月04日 | Green Flash                         | 來真的嗎Fight                       |                         | Type A        | ★            |                              |
| 39th      | 2015年03月04日 | Green Flash                         | 鞋與傘的故事                        |                         | Type N 劇場盤 | ★            |                              |
| 39th      | 2015年03月04日 | Green Flash                         | 大人列車                            | HKT48                   | Type H        | ★            |                              |
| 40th      | 2015年05月20日 | 我們不戰鬥                          | 我們不戰鬥                          |                         | 全版本        | ★            | A面曲                        |
| 41st      | 2015年08月26日 | Halloween Night                     | Halloween Night                     |                         | 全版本        | ★            | A面曲 Center                 |
| 41st      | 2015年08月26日 | Halloween Night                     | 一步目音頭                          |                         | Type C        | ★            |                              |
| 42nd      | 2015年12月09日 | 紅唇Be My Baby                      | 紅唇Be My Baby                      |                         | 全版本        | ★            | A面曲                        |
| 42nd      | 2015年12月09日 | 紅唇Be My Baby                      | 365天的紙飛機                       |                         | 全版本        | ★            |                              |
| 42nd      | 2015年12月09日 | 紅唇Be My Baby                      | 鼓勵的話                            |                         | Type D        | ★            |                              |
| 43nd      | 2016年03月09日 | 你就是旋律                          | 你就是旋律                          |                         | 全版本        | ★            | A面曲                        |
| 43nd      | 2016年03月09日 | 你就是旋律                          | Make noise                          | HKT48                   | Type C        | ★            | Center                       |
| 43nd      | 2016年03月09日 | 你就是旋律                          | 混和體                              | 乃木坂AKB               | Type E        | ★            |                              |
| 44th      | 2016年06月01日 | 不需要翅膀                          | 不需要翅膀                          |                         | 全版本        | ★            | A面曲                        |
| 45th      | 2016年08月31日 | LOVE TRIP/分享幸福                  | LOVE TRIP/分享幸福                  |                         | 全版本        | ★            | A面曲 Center                 |
| 45th      | 2016年08月31日 | LOVE TRIP/分享幸福                  | 光與影的每一天                      |                         | 全版本        | ★            |                              |
| 46th      | 2016年11月16日 | High Tension                        | High Tension                        |                         | 全版本        | ★            | A面曲                        |
| 47th      | 2017年03月15日 | Shoot Sign                          | Shoot Sign                          |                         | 全版本        | ★            | A面曲                        |
| 47th      | 2017年03月15日 | Shoot Sign                          | 轉不停的摩天輪                      | HKT48                   | Type C        | ★            |                              |
| 48th      | 2017年05月31日 | 空有願望                            | 空有願望                            |                         | 全版本        | ★            | A面曲                        |
| 48th      | 2017年05月31日 | 空有願望                            | 當代PARA                            |                         | 全版本        | ★            | Center                       |
| 48th      | 2017年05月31日 | 空有願望                            | 瀨戶内之聲                          | STU48                   | 劇場盤        | ★            | STU48首支歌曲                |
| 49th      | 2017年08月30日 | ＃就是喜歡你                        | ＃就是喜歡你                        |                         | 全版本        | ★            | A面曲 Center                 |
| 50th      | 2017年11月22日 | 11月的腳鏈                          | 11月的腳鏈                          |                         | 全版本        | ★            | A面曲                        |
| 51st      | 2018年03月14日 | Ja-Ba-Ja                            | Ja-Ba-Ja                            |                         | 全版本        | ★            | A面曲                        |
| 51st      | 2018年03月14日 | Ja-Ba-Ja                            | 直到倒下為止                        | HKT48                   | Type C        | ★            | 指原莉乃&宮脇咲良 共同Center |
| 52nd      | 2018年05月30日 | Teacher Teacher                     | Teacher Teacher                     |                         | 全版本        | ★            | A面曲                        |
| 52nd      | 2018年05月30日 | Teacher Teacher                     | 你是我的風                          | AKB48家族Center試驗選拔 | 全版本        | ★            |                              |
| 54th      | 2018年11月28日 | NO WAY MAN                          | NO WAY MAN                          |                         | 全版本        | [ single 1 ] | A面曲                        |
| 55th      | 2019年03月13日 | 回憶上心頭DAYS                      | 回憶上心頭DAYS                      |                         | 全版本        | ★            | A面曲 Center                 |
| 55th      | 2019年03月13日 | 回憶上心頭DAYS                      | 我也是偶像!                         | 指原莉乃                | 全版本        | ★            | 畢業曲 個人獨唱              |
| 55th      | 2019年03月13日 | 回憶上心頭DAYS                      | 必然性                              | IZ4648                  | Type C        |              |                              |
| 畢業後    |                |                                     |                                     |                         |               |              |                              |
| 66th      | 2025年08月13日 | Oh my pumpkin!                      | Oh my pumpkin!                      |                         | 全版本        | ★            | A面曲                        |

1. ↑  因身体不适未參與MV的拍攝工作

### AKB48集團專輯
HKT48作品
|     | 發行日期       | 專輯名稱 | 參與歌曲名稱 | 名義 | 收錄於 | 備註 |
| --- | -------------- | -------- | ------------ | ---- | ------ | ---- |
| 1st | 2017年12月27日 | 092      | 食指的子彈   |      | 全版本 |      |
| 1st | 2017年12月27日 | 092      | 2018年之橋   |      | Type A |      |

AKB48作品
|           | 發行日期       | 專輯名稱                     | 參與歌曲名稱      | 名義                    | 收錄於       | 備註                    |
| --------- | -------------- | ---------------------------- | ----------------- | ----------------------- | ------------ | ----------------------- |
| AKB48時期 |                |                              |                   |                         |              |                         |
| 2nd       | 2010年04月07日 | 神曲集                       | 你與彩虹與太陽    |                         | 通常盤       |                         |
| 3rd       | 2011年06月08日 | 就是在這裡                   | 少女們            |                         | 全版本       |                         |
| 3rd       | 2011年06月08日 | 就是在這裡                   | Overtake          | Team A                  | 全版本       |                         |
| 3rd       | 2011年06月08日 | 就是在這裡                   | 風的去向          |                         | 全版本       |                         |
| 3rd       | 2011年06月08日 | 就是在這裡                   | 就是在這裡        | AKB48+SKE48+SDN48+NMB48 | 全版本       |                         |
| HKT48時期 |                |                              |                   |                         |              |                         |
| 4th       | 2012年08月15日 | 1830m                        | First Rabbit      |                         | 全版本       |                         |
| 4th       | 2012年08月15日 | 1830m                        | 戀愛總選舉        | YM7                     | 全版本       | Center                  |
| 4th       | 2012年08月15日 | 1830m                        | 而且不叫酪梨啦…   |                         | 全版本       | 渡辺麻友、指原莉乃      |
| 4th       | 2012年08月15日 | 1830m                        | 慢走              |                         | 通常盤       |                         |
| 4th       | 2012年08月15日 | 1830m                        | 藍天 不會寂寞嗎？ | AKB48+SKE48+NMB48+HKT48 | 全版本       |                         |
| 5th       | 2014年01月22日 | 未來軌跡                     | After Rain        |                         | Type A       |                         |
| 5th       | 2014年01月22日 | 未來軌跡                     | 教你 獵男的方法   |                         | Type A       |                         |
| 6th       | 2015年01月21日 | 這裡是羅德斯島、在這裡跳吧！ | 愛的存在          |                         | 全版本       |                         |
| 6th       | 2015年01月21日 | 這裡是羅德斯島、在這裡跳吧！ | 傷心重播          |                         | Type B       | 個人獨唱曲              |
| 7th       | 2015年11月18日 | 0與1之間                     | 希望保有溫柔      |                         | NO.1 SINGLES | 柏木由紀、指原莉乃      |
| 8th       | 2017年01月25日 | 點時成菁                     | Get you !         | 指原莉乃&早安少女組｡’17 | Type A       | 指原莉乃&早安少女組｡’17 |
| 9th       | 2018年01月24日 | 那個黎明，我們都知道         | 鞋帶的綁法        |                         | Type A·B     |                         |
| 9th       | 2018年01月24日 | 那個黎明，我們都知道         | 戀愛無間地獄      |                         | Type A       | Center                  |

### 劇場公演分組曲
| 公演名稱                               | 參與歌曲名稱         | 備註             |
| -------------------------------------- | -------------------- | ---------------- |
| AKB48時期                              |                      |                  |
| 研究生時期                             |                      |                  |
| Team B 3rd Stage「睡衣兜風」           | 純情主義             | 伴舞             |
| Team K 4th Stage「最終鐘聲鳴響」       | 再戰                 | 梅田彩佳的代演   |
| Team A 4th Stage「正在戀愛中」復活公演 | Faint                | 板野友美的代演   |
| Team 研究生「正在戀愛中」公演          | Faint                |                  |
| 元Team B時期                           |                      |                  |
| Team B 3rd Stage「睡衣兜風」           | 鏡中的聖女貞德       |                  |
| Team B 4th Stage「偶像的黎明」         | 心愛的娜塔莎         |                  |
| THEATER G-ROSSO「不要让梦想死去」公演  | Confession           |                  |
| 高橋Team A時期                         |                      |                  |
| Team A 6th Stage「目擊者」             | 燃燒路線             |                  |
| Team A 6th Stage「目擊者」             | 仙人掌與淘金熱       | 篠田麻里子的代演 |
| HKT48時期                              |                      |                  |
| Team H                                 |                      |                  |
| Team H 1st Stage「手牽手」             | Glory days           |                  |
| Team H 1st Stage「手牽手」             | 胸口的條碼           | Center           |
| Team H「博多傳奇」                     | 制服的抵抗           | Center           |
| Team H「博多傳奇」                     | 制服的班比           | Center           |
| Team H 2nd Stage「青春女孩」           | Blue rose            |                  |
| Team H 2nd Stage「青春女孩」           | 放浪之夏             |                  |
| 向日葵組「睡衣兜風」公演               | 鏡中的聖女貞德       | Center           |
| Team H 3rd Stage「最終鐘聲鳴響」       | 雄蕊雌蕊夜之蝶       |                  |
| 向日葵組「正在戀愛中」公演             | Faint                | Center           |
| 向日葵組「誘惑的吊襪帶」公演           | Saturday night party | Center           |
| 向日葵組「誘惑的吊襪帶」公演           | 誘惑的吊襪帶         | Center           |
| Team H 5th Stage 「RESET」             | 制服的抵抗           | Center           |

### Team Surprise公演單曲
重力共鳴公演
| 公演 | 發行日期       | 公演曲           | 演唱成員                                                | MV | 備註 |
| ---- | -------------- | ---------------- | ------------------------------------------------------- | -- | ---- |
| M01  | 2012年9月12日  | 重力共鳴         | Team Surprise                                           | ★  |      |
| M02  | 2012年9月12日  | 星期三的愛麗絲   | 峯岸南、渡邊麻友、島崎遙香 松井玲奈、指原莉乃           | ★  |      |
| M10  | 2012年11月3日  | 不得了的三角關係 | 峯岸南、宮澤佐江、橫山由依 北原里英、松井玲奈、指原莉乃 | ★  |      |
| M11  | 2012年11月10日 | 出發的時機       | Team Surprise                                           | ★  |      |
| M12  | 2012年11月17日 | AKB慶典          | Team Surprise                                           | ★  |      |
| M13  | 2013年7月16日  | 你比想像中的更…… | Team Surprise                                           | ★  |      |
| M14  | 2013年8月3日   | 素描像           | 高橋南、指原莉乃                                        | ★  |      |

玫瑰的儀式公演
| 公演 | 發行日期       | 公演曲         | 演唱成員                                                                     | MV | 備註 |
| ---- | -------------- | -------------- | ---------------------------------------------------------------------------- | -- | ---- |
| M01  | 2014年9月6日   | 眼中倒映的未來 | Team Surprise                                                                | ★  |      |
| M06  | 2014年10月4日  | 幼稚園的老師   | 渡邊美優紀、渡邊麻友、指原莉乃                                               | ★  |      |
| M09  | 2014年10月25日 | 心跳古董       | 島崎遙香、指原莉乃、渡邊美優紀                                               | ★  |      |
| M12  | 2014年11月15日 | 玫瑰的儀式     | Team Surprise                                                                | ★  |      |
| M13  | 2015年11月2日  | 美麗的狩獵     | Team Surprise                                                                | ★  |      |
| M14  | 2015年11月21日 | 哲學的森林     | 指原莉乃、島崎遙香、松井玲奈 山本彩、橫山由依、渡邊美優紀 高城亞樹、北原里英 | ★  |      |

### 個人單曲
|           | 發行日         | 單曲名稱       | 最高 週榜 排名 | 首周銷量  | 累計銷量  | 發售形態  | 產品編號                                            | 版本                                  | 備註                      |
| avex trax | avex trax      | avex trax      | avex trax      | avex trax | avex trax | avex trax | avex trax                                           | avex trax                             | avex trax                 |
| --------- | -------------- | -------------- | -------------- | --------- | --------- | --------- | --------------------------------------------------- | ------------------------------------- | ------------------------- |
| 1st       | 2012年5月2日   | 就是喜歡妳     | 2位            | 124,483張 | 151,724張 | CD+DVD CD | AVCD-48401/B AVCD-48402/B AVCD-48403/B AVC1-48404/B | 通常盤A 通常盤B 通常盤C 劇場盤        |                           |
| 2nd       | 2012年10月17日 | 懦弱的化妝舞會 | 1位            | 68,403張  | 85,798張  | CD+DVD CD | AVCD-48549/B AVCD-48550/B AVCD-48551/B AVC1-48552   | Type A Type B Type C Type D（劇場盤） | 指原莉乃 with 杏玲李 名義 |

### 個人參加作品
| 發行日        | 單曲名稱          | 最高 週榜 排名 | 首周銷量  | 累計銷量  | 發售形態  | 產品編號     | 版本      | 備註 |           |
| avex trax     | avex trax         | avex trax      | avex trax | avex trax | avex trax | avex trax    | avex trax | avex trax | avex trax |
| ------------- | ----------------- | -------------- | --------- | --------- | --------- | ------------ | --------- | --- | --------- |
| 2014年6月11日 | Shake It Up, Baby | 16位           | 5,338張   | 16,450張  | CD+DVD    | AVCD-48977/B | 通常盤    | 日本老牌搖滾歌手内田裕也的單曲作品，以「內田裕也feat.指原莉乃」的名義演唱 此曲也是指原主演的電影《薔薇色的Bu子》的主題曲 |           |

### 音樂合作
| 樂曲           | 音樂合作                                                        | 收錄作品                    | 備註 |
| -------------- | --------------------------------------------------------------- | --------------------------- | ---- |
| 就是喜歡妳     | 日本電視台深夜劇《繆斯之鏡》主題曲                              | 第1張單曲《就是喜歡妳》     |      |
| 懦弱的化妝舞會 | 電影《繆斯之鏡劇場版～我的美麗娃娃～》主題曲 常盤药品工業廣告歌 | 第2張單曲《懦弱的化妝舞會》 |      |

### 演唱會
- 指原莉乃製作「第一屆小指祭～偶像臨時總會～」（2012年6月25日，日本武道館）[37] - 指原與其他偶像團體共同出席
- avex （2012年8月11日，國立代代木競技場第一體育館）[83]
- 指原莉乃個人演唱會〜偶像是什麼?〜（指原莉乃ソロコンサート〜アイドルとは何か?〜）（2018年1月18日，東京巨蛋表演廳）

## 媒体出演

### 電視劇
- 《馬路須加學園》（2010年1月8日－3月26日；東京電視台）：飾演 Wota（ヲタ，「御宅」之意）
- 《Dr.伊良部一郎》第7話（2011年3月20日；朝日電視台）：以「Not yet」成員身份在劇中飾演指原本人
- 《馬路須加學園2》 （2011年4月15日－7月1日；東京電視台）：飾演 Wota
- 《來自櫻花的信 ～AKB48 各自的畢業故事～》（2011年2月26日－3月6日；日本電視台）：飾演 指原本人
- 《繆斯之鏡》[84]（2012年1月14日－6月23日；日本電視台）：主演  向田真希（向田マキ）
- 《福岡戀愛白書7（日语：福岡恋愛白書）》[85]（2012年3月17日；九州朝日放送）：主演 香織
- 《儿童警察》第6話（2012年5月24日，MBS電視台）：飾演 槇原莉乃
- 《小惠會使用魔法嗎？》第6話（2012年8月11日，日本電視台）：飾演 向田真希
- 《勇者義彥和惡靈之鑰》第9話（2012年12月7日，東京電視台）：飾演 Eriza（エリザ，友情客串演出）
- 《毛骨悚然撞鬼經驗》2013夏之特別篇「蠕動的人偶」（2013年8月17日，富士電視台）：主演 園田里菜
- 《天魔先生來了》第6話（2013年8月26日，TBS電視台）：飾演 押水美代子
- 《馬路須加學園4》第1話（2015年1月19日，日本電視台）：飾演 Scandal（スキャンダル，「醜聞」）
- 《戀仲》最終回（2015年9月14日，富士電視台）：客串 拍照路人[86][87]
- 《馬路須加學園0 木更津亂鬥篇》（2015年11月29日，日本電視台）：飾演 上女
- 《AKB恐怖夜 肾上腺素之夜》（2016年1月28日，朝日電視台）：主演 Sayaka
- 《AKB恋爱夜 恋工场》（2016年6月30日，朝日電視台）：主演 明子
- 《陪酒须加学园》第8話（2016年12月25日，日本電視台）：飾演 Scandal

### 電影
- 《繆斯之鏡劇場版～My Pretty Doll～》（劇場版 ミューズの鏡〜マイプリティドール〜，2012年9月29日上映，松竹）[88]：主演 向田真希
- 《儿童警察》（2013年3月20日，東寶）：飾演 槇原莉乃
- 《我只是還沒有認真而已（日语：俺はまだ本気出してないだけ）》（2013年6月15日上映，松竹）：飾演 宇波綾
- 《薔薇色的布子（日语：薔薇色のブー子）》（2014年5月30日上映，東寶）[89]：主演 幸子

### 劇場動畫
- 《開運兔》（2011年8月19日在日本上映，片名改為「復活節兔子的糖果工廠」）：聲演 粉紅霹靂兔（Pink Berets）
- 《蠟筆小新：我的搬家物語 仙人掌大襲撃》（2015年4月18日上映，東寶）：聲演 芙蘭西斯卡
- 《航海王：奪寶爭霸戰》（2019年8月9日上映，東映）：聲演 安
- 《再見了，橡果兄弟！－奇蹟的暑假－》（2022年2月18日上映，KADOKAWA）：聲演 鴨川真子[90]

### 電視節目
播出中
- 《Wide na Show（日语：ワイドナショー）》（2014年4月13日 - ，富士電視台）：準固定班底
- 《痛快TV 暢快JAPAN（日语：痛快TV スカッとジャパン）》（2014年10月20日－，富士電視台）：準固定班底
- （富士電視台）︰準固定班底
- 《今夜比一比（日语：今夜くらべてみました）》（2016年2月9日 - ，日本電視台）：第2代女性主持
- 《老師沒教的事！（日语：ガッテン!）》（2016年4月 - ，NHK綜合）：準固定班底
- 《有吉反省會（日语：有吉反省会）》（2016年4月2日 - ，日本電視台）：準固定班底
- 《坂上＆指原不会倒的店（日语：坂上&指原のつぶれない店）》（2018年4月22日 - ，TBS）：主持
- 《撒西的e房間（日语：さっしーのe部屋）》 （2019年4月1日 - ，富士電視台）：主持
- 《现在是粉丝！（日语：いまだにファンです!）》（2019年4月7日 - ，朝日電視台）：主持
- 《Hiromi、指原的「戀愛的照顧開始了」（日语：ヒロミ・指原の“恋のお世話始めました”）》（2020年10月30日－，朝日電視台）：主持人
- 《01（日语：ゼロイチ (テレビ番組)）》（2021年4月3日－，日本電視台）：主持人

過往節目
- 《AKB0時59分！》（2008年7月28日－9月22日；日本電視台）
- 《AKB48+10!》（2008年9月1日、11月2日、12月1日、2009年1月3日、2月2日、3月2日、4月4日；Enter371（日语：エンタ!371））
- 《AKB48神TV》（家庭劇場（日语：ファミリー劇場））
  - Season2（2009年7月31日、8月7日、9月11日、18日）
  - Season3（2009年10月9日、16日、11月20日、27日、12月11日、18日）
  - SP來自北國2010（2010年3月27日）
  - SP〜分組對抗!春季保齡球大賽〜（2010年4月30日）
  - Season4（2010年7月4日、11日、8月15日、22日）
  - SP〜澳大利亞修學旅行〜（2010年9月23日）
  - Season5（2010年10月24日、31日、11月21日）
- 《AKBINGO!》（2008年10月8日－2019年5月29日，日本電視台）：不定期演出
- 《有吉AKB共和国》（TBS）：不定期演出
- 《AKB和××!》（2010年9月28日，12月23日，讀賣電視台）
- 《原來如此！高校》（2010年5月30日、10月9日、2011年4月21日－2012年3月8日；日本電視台）
- 《AKB-級美食家運動場》（2011年1月23日；食と旅のフーディーズTV）
- 《Sweet Answer》（2009年4月14日、5月26日；NHK教育頻道）
- 《明明是個小指子〜這節目與AKB完全沒關係〜（日语：さしこのくせに〜この番組はAKBとは全く関係ありません〜）》（2011年1月11日－2011年9月27日；TBS）：此為指原首個個人冠名節目
- 《AKB48短劇「微妙〜」》（2011年9月29日、11月10日、17日；光TV（日语：ひかりTV））
- 《來去國外住一晚（日语：週末のシンデレラ 世界!弾丸トラベラー）》（2012年1月21日；日本電視台）：擔任該節目第216集的外景來賓（迷你旅行家）
- 《Yonpara未來遊戲作戰（日语：ヨンパラ FUTUREゲームバトル）》（2011年10月9日－2012年3月25日；TBS）
- 《FNS27小時電視（日语：FNS27時間テレビ (2012年)）》第27回（2012年7月21日－22日；富士电视台）：此節目是富士電視台老牌綜藝節目《森田一義時間 笑一笑又何妨！》的特集，指原是以該節目的週一固定班底身份參與演出
- 《周刊AKB》（2009年8月7日－2012年11月30日，東京電視台）：不定期出演
- 《周刊AKB》（不定期；東京電視台）
- 《HaKaTa百貨店》（2012年10月7日－2013年1月13日；日本電視台）：主持人
  - 《HaKaTa百貨店2號館》（2013年1月26日－3月30日）
  - 《HaKaTa百貨店3號館》（2015年1月13日－3月31日）
- 《爆笑學園 有志者事竟成！（日语：爆笑学園ナセバナ〜ル!）》（（2012年10月9日－2013年2月26日，MBS電視台）[91]：固定班底、外景採訪員
- 《AKB映像中心》（AKB映像センター，2013年4月21日-9月29日、富士電視台）：主持人
- 《HKT48豚骨魔法少女學院》（2013年7月2日 - 9月17日，日本電視台）：主持人
- （2012年－2013年，朝日電視台）：準固定班底
- （2012年7月12日－2014年3月27日，九州朝日放送）：不定期出演
- 《森田一義時間 笑一笑又何妨！》（星期三：2011年10月5日－2012年3月28日，星期一：2012年4月2日－2014年3月31日，富士電視台）：固定班底
- 《笑一笑又何妨！增刊號（日语：笑っていいとも!増刊号）》（2011年10月9日－2014年3月30日，富士電視台）：週一固定班底
- 《HKT48的御出掛！》（2013年1月25日 - 2017年6月29日，TBS）：主持
- 《AKB48 SHOW!》（2013年10月5日 - 2019年3月24日，NHK BS Premium）：不定期演出
- 《指原之亂（日语：指原の乱）》（2013年10月9日 - 2014年3月26日，東京電視台）：主持人
- 《○○編輯部（日语：○○編集社）》（2013年10月26日 - 2014年3月29日，西日本電視台）
- 《戀愛總選舉（日语：恋愛総選挙）》（2014年4月2日 - 2014年9月25日，富士電視台）︰主持人
- 《THE MANZAI》（2013年 - 2014年，富士電視台）：特別助理
- 《UTAGE!（日语：UTAGE!）》（2014年4月21日 - 2015年9月28日，TBS電視台）：準固定班底
- 《AKB大調查》（※AKB調べ；2014年10月16日 - 2015年3月25日，富士電視台）︰主持人
- 《我們的反思之夜（日语：僕らが考える夜）》（；2015年4月15日 - 2015年9月16日，富士電視台）：主持人
- 《我們的時代》（2015年12月，富士電視台）︰與高橋南、前田敦子
- 《HKT48的炸牛蒡！》（2014年5月24日 - 2016年3月27日，西日本電視台）：不定期演出
- 《HKT48 vs NGT48 指北合戰》（2016年1月12日－3月29日，日本電視台）：主持人
- 《FNS27小時電視（日语：FNS27時間テレビ (2016年)）》（2016年7月23日－24日，富士電視台）：實行委員
- 《指原pedia（日语：指原ペディア）》（2015年8月19日、12月22日、2016年6月12日、6月15日、7月2日、7月30日，NHK綜合）
- 《指原界隈（日语：指原カイワイズ）》（；2015年10月14日 - 2016年9月14日，富士電視台）：主持人
- 《SASHIKOKU ～給勇氣面對面告白的你～（日语：さしこく〜サシで告白する勇気をあなたに〜）》（；2016年10月12日 - 2017年3月17日，富士電視台）：主持人
- 《指原議長與偶像國會（日语：指原議長とアイドル国会）》（2016年12月23日，富士電視台）：主持人
- 《HKT48的離島GO！（日语：HKT48の離島へGO!）》（2017年1月7日－3月25日，富士電視台）
- 《週六有的沒的晚餐會（日语：こんなところにあるあるが。土曜・あるある晩餐会）》（2017年4月10日－2017年9月16日，朝日電視台）：主持人
- 《Momm!!》（TBS電視台）
  - （2015年10月19日－2016年9月12日、2017年5月1日－9月18日）：不定期出演
  - （2016年10月17日－2017年3月27日）：固定班底
- 《週六有的沒的晚餐會（日语：こんなところにあるあるが。土曜・あるある晩餐会）》（2017年4月10日 - 2017年9月16日，朝日電視台）：主持
- 《深夜中（日语：真夜中 (テレビ番組)）》（2017年4月17日 - 9月18日，富士電視台）：主持
- （2017年10月22日－2018年3月4日，朝日電視台）：主持人
- 《Last Idol》（2018年1月14日－4月1日，朝日電視台）
- （2018年1月3日、7月14日，富士電視台）
- 《停在這一指！（日语：この指と〜まれ!）》（2017年5月6日 - 9月16日，富士電視台）：主持
  - 《停在這一指！2018元旦特集》（2018年1月1日）
  - 《停在這一指！season2》（2018年4月29日 - 8月26日）
  - 《停在這一指！2019元旦特集》（2019年1月1日）
  - 《停在這一指！season3》（2019年5月27日 - 8月26日）
- 《HKTBINGO!（日语：HKTBINGO!）》（2018年7月17日 - 9月25日，日本電視台）：主持
- （2018年4月22日－9月30日，朝日電視台）：主持人
- 《pin-point業界史（日语：ピンポイント業界史）》（2018年10月7日 - 2019年3月31日，朝日電視台）：主持
- （2019年4月30日－5月1日，NHK綜合） ：主持人
- （2019年4月9日－9月17日，關西電視台）：準固定班底
- 《指旅（日语：さし旅）》（2017年3月30日・6月3日・8月17日・12月27日・2018年3月28日・6月2日・8月30日・11月24日・2019年1月12日・19日・2月9日・3月18日・5月2日・8月16日・9月27日，NHK綜合）：主持
- （2019年10月3日－2020年3月19日，朝日電視台） ：主持人
- （2020年4月2日－9月24日，朝日電視台）：主持人
- 《這個差別是什麼？（日语：この差って何ですか?）》（2015年 - 2021年3月2日，TBS）：準固定班底
- （2021年3月7日－21日，朝日電視台）：主持人

### 网络节目
- 《指原莉乃＆黑美的戀愛渣男總選舉（日语：指原莉乃&ブラマヨの恋するサイテー男総選挙）》（2017年4月11日 - 2020年4月21日，AbemaSPECIAL）：主持
- 《Bachelor Japan（日语：バチェラー・ジャパン）》第二季（2018年5月25日 - 6月29日、Amazon Prime Video） - 旁白
- 《Last Idol in AbemaTV》（2018年6月3日 - 8月26日、AbemaTV GOLDch）
- 《Bachelor Japan（日语：バチェラー・ジャパン）》第三季（2019年9月13日 - 10月25日、Amazon Prime Video） - 旁白
- 《Hiromi、指原的「戀愛的照顧開始了」（日语：ヒロミ・指原の“恋のお世話始めました”）》（2020年10月30日－，ABEMA）：主持人

### 電台節目
- ON8+1（日语：ON8+1ON8「柱NIGHT! with AKB48」）（2008年8月11日、2009年3月17日；bayfm）
- AKB48 到明天前再等一下。（日语：AKB48 明日までもうちょっと。）（2008年9月8日、11月3日、12月1日、2009年1月19日、2月23日、3月23日、4月6日、27日、5月18日；文化放送）
- AKB48的不全力聽不行呀!!（日语：AKB48の全力で聴かなきゃダメじゃん!!）（2008年12月3日－；STAR Digio（日语：スターデジオ））
- AKB48的All Night Nippon（日语：AKB48のオールナイトニッポン）（2010年7月9日、11月26日、12月3日、12月24日、2011年2月25日、4月1日；日本放送）
- AKB48 今晚不回家…（日语：AKB48 今夜は帰らない…）（2009年10月26日、11月2日（嘉賓），2010年8月23日（正式）；CBC電台）
- 澀谷的小指子（日语：渋谷のさしこ）（2016年5月20日 - ；澀谷的Radio（日语：渋谷のラジオ））

### 廣告
- 新楓之谷（2011年12月23日－；NEXON）
- トイレクイックル（日语：クイックル#その他の製品）（2012年3月15日－；花王[92]）
- さらさらパウダーシート・冷シート（日语：ビオレ）（2018年2月 -；花王）

- のび太とT－子篇（2014年；TOYOTOWN）

## 平面出版物

### 雜誌連載
- 週刊YOUNG JUMP（2010年8月19日－，集英社）- 與北原里英、柏木由紀、渡邊麻友共同連載的〈指原美少女化計劃！〉
- SWITCH（日语：スイッチ・パブリッシング#主な出版物）（Switch Publishing（日语：スイッチ・パブリッシング））
  - （2010年11月20日－2011年2月20日）- 與梅佳代共同連載
  - 「指原Reloaded」（2012年8月20日－2013年8月20日）
- 月刊Young Magazine（2010年11月号－2011年8月号，講談社）
  - 「うざりの」（原作：Endroll Production，漫畫：松浦圓）
- 週刊Playboy（集英社）
  - 「AKB48也能懂的新聞用語」（2011年5月2日－2013年4月15日號）- 與上杉隆、峯岸南共同連載
  - 「AKB48四格相關圖 Sashiko+」（2012年3月5日－，作畫：田邊洋一郎）- 自2016年5月起改名為《SASHIKO + 48GROUP 四格劇場 48+》
- ar（日语：ar (雑誌)）（2017年1月12日－2025年2月12日，主婦與生活社）-「Sasshi的房間！」[93][94]
- BAILA （2025年7月9日－，集英社）- 「指原莉乃的Sashiha電台」[95]

### 寫真集
- 寫真書 小指子（さしこ；2012年1月19日發售；講談社）[96]
- 輸給貓（猫に負けた；2013年12月26日發售；光文社）[97]
- 緋聞中毒（スキャンダル中毒；2016年3月22日發售；講談社）[98]

### 著作
- 逆轉力～等待危機～（2014年8月11日發售；講談社）[99]

### 月曆
- B.L.T. U-17 Vol.8（2008年11月6日發售；東京新聞通信社）
- B.L.T.U-17 Vol.11 sizzleful girl 2009 summer（2009年8月5日發售；東京新聞通信社）
- 指原莉乃 2011年月曆（2010年9月30日；ハゴロモ）
- 指原莉乃 2012年月曆（2011年11月19日；ハゴロモ）
- 指原莉乃 2012 TOKYO 約會月曆（2011年11月29日；ハゴロモ）

## 外部連結
- （日語）指原莉乃官方粉絲俱樂部 - 太田製作（2019年4月29日－2025年7月31日）
- （日語）太田製作個人介紹頁 （页面存档备份，存于）
- （日語）HKT48個人介紹頁
- （日語）指原莉乃 愛貝克思官方網頁 （页面存档备份，存于）
- （日語）指原莉乃的X（前Twitter）
- （日語）指原莉乃的Instagram帳戶
- 指原莉乃的Ameba部落格（日語）
- （日語）HKT48_指原莉乃的新浪微博（页面存档备份，存于）
- （日語）指原莉乃的SHOWROOM專頁
- （日語）YouTube上的Sashihara Channel頻道
- （日語）指原莉乃的Google+
- （日語）指原莉乃在755的頁面

個人品牌相關
- （日語）Topards
  - （日語）Topards的X（前Twitter）
  - （日語）Topards的Instagram帳戶
- （日語）Ririmew （页面存档备份，存于）
  - （日語）Ririmew的X（前Twitter）
  - （日語）Ririmew的Instagram帳戶